# Lelio Speranza
Lelio Speranza (Savona, 18 ottobre 1926 – Savona, 4 gennaio 2017) è stato un dirigente sportivo e partigiano italiano.

## Biografia
Lelio Speranza è stato un noto dirigente sportivo nazionale, che nella sua lunga attività si è molto prodigato a favore della costruzione di impianti sportivi. Da vari decenni ha retto la carica di presidente provinciale di Savona del CONI, ma altresì è largamente conosciuto anche per i suoi trascorsi nella Resistenza. Fino alla scomparsa è stato Vicepresidente Nazionale della Federazione Italiana Volontari della Libertà.

È stato coniugato con Regina Sambarino e padre di due figli: Anna, laureata in agraria e già consigliere comunale a Savona, e Carlo, laureato in legge, dirigente aziendale.
Nel suo curriculum scolastico risulta inizialmente il diplomato in ragioneria, ma successivamente ottiene una laurea honoris causa in economia e commercio.
Proviene da una nota famiglia savonese. Il padre Carmelo, comandante di Marina, fu perseguitato politico nel 1933 ed incarcerato nel 1940. Dopo l'8 settembre 1943, esponente della Resistenza, fu membro del Comitato di liberazione nazionale della provincia di Savona. Arrestato, torturato e condannato a morte, fu liberato alla vigilia della Liberazione.
La madre Anna Schiappacasse fu impegnata nel sociale e nell'assistenza durante la Resistenza e dopo la Liberazione.

### Gli inizi: la Resistenza
Lelio Speranza ha fatto parte di quella generazione di giovani che scelsero di opporsi al regime fascista ed entra molto presto nel movimento partigiano.

#### 1943-1944: la lotta partigiana
Giovane studente, l'8 settembre 1943 è a Savona. Insieme ad altri, il giorno successivo entra nella caserma cittadina del Prolungamento a mare e da quel momento inizia il suo impegno nella Resistenza, con le prime azioni di sabotaggio e di cattura di armi e munizioni. Parte del gruppo dei giovani studenti si ritra in seguito sulle alture di Montenotte nelle formazioni partigiane che erano costituite dai garibaldini della Divisione “Bevilacqua” e dagli autonomi della Divisione "Fumagalli". Gli altri si uniscono a formazioni partigiane di varie zone.
Rastrellato da tedeschi viene avviato ai lavori forzati per la costruzione di fortificazioni belliche. Fuggito, raggiunge le formazioni partigiane che operano sulle alture savonesi compiendo significative missioni belliche.
Nell'autunno-inverno del 1944 partecipa ad aspri combattimenti contro le forze germaniche nelle zone di confine tra le provincie di Cuneo e Savona. Nel dicembre 1944 viene arrestato dai fascisti, sottoposto ad estenuanti interrogatori, riesce con ostentato silenzio a mantenere ogni segreto. Rinchiuso nel carcere di Sant'Agostino di Savona, condivide la cella con il padre, a sua volta torturato, seviziato e condannato a morte.
Trasferito nel carcere della caserma di San Giacomo, sempre a Savona, riesce ad evadere e si aggrega alla Divisione Autonoma "Eugenio Fumagalli" dislocata sulle alture savonesi. Diventa, quindi, comandante di battaglione della Divisione Autonoma “Fumagalli” del “Corpo Volontari della Libertà”.

#### 1945: la Liberazione
Partecipa alla liberazione della Città di Savona nell'aprile del 1945.
Il 23 aprile 1945 al comando di un gruppo d'assalto, tutti travestiti da San Marco, entra alla periferia di Savona occupando la Caserma di San Giacomo, ove era già stato imprigionato, catturando uomini, armi e munizioni.
Il 24 aprile, con il suo gruppo irrompe nelle carceri di Sant'Agostino ubicate nel centro cittadino: trecento prigionieri politici vengono liberati, tra cui il padre: torturato, seviziato e condannato a morte dal Tribunale speciale di Torino, doveva essere fucilato il 30 aprile.
Durante la notte fra il 24 e il 25 aprile occupa il palazzo dei telefoni, catturando una trentina di tedeschi e fascisti, evitando la distruzione di tale stabile già ordinata dal Comando germanico. Dopo aspri combattimenti e perdite di feriti, la sera del 25 aprile assume il controllo del centro di Savona.
Lelio Speranza è il capo partigiano di don Silvio Ravera, il quale gli dedica la poesia in dialetto A-o mae Cu-mandante.
Dopo la liberazione, come Ufficiale della Polizia Provinciale, gli viene affidato il Comando dell'ordine pubblico dei comuni del savonese e il collegamento con la Polizia Militare Alleata.

#### Riconoscimenti per l'attività partigiana e militare
Gli è stata consegnata dal Sindaco di Savona la Medaglia d'Oro con la seguente motivazione:
“La Città di Savona memore grata per l'alto contributo dato in difesa agli ideali della lotta per la Libertà e per il conferimento alla Città della Medaglia d'Oro al Valor Militare per la Resistenza”.
Ha ricevuto dal Maresciallo Harold Alexander Comandante Supremo Alleato delle Forze del Mediterraneo Centrale un attestato di riconoscimento: “Per aver combattuto per l'onore e la libertà”.
Il Ministero della Difesa gli ha conferito la Croce al merito di guerra.

### La vita

#### Attività professionale
Lavora sin dagli anni cinquanta come dirigente in nell'Agip, avendo la possibilità di collaborare agli inizi della sua carriera con Enrico Mattei. Nella sua trentennale carriera riveste prestigiose posizioni aziendali: responsabile dell'organizzazione commerciale Agipgas ed AGIP per le regioni Lombardia, Piemonte e Liguria, responsabile del Centro di Formazione Commerciale AGIP Petroli, docente di Marketing Management. Nel novembre 1994, per la sua competenza nelle problematiche d'organizzazione commerciale del settore petrolifero gli viene riconosciuta la laurea honoris causa in Economia e Commercio dalla prestigiosa Università Internazionale di Studi Superiori Saint Paul's Chapel, Columbia University New York USA. Assieme a Speranza ricevono il riconoscimento altri due italiani: la figlia del conte Marzotto, il professor Manfredi presidente dell'Associazione per la lotta contro il cancro e fratello dell'attore Nino Manfredi. Nell'elenco dei premiati c'era anche il ministro della Difesa, Cesare Previti, che però non può partecipare per impegni di governo. LA STAMPA
Parallelamente all'attività professionale, ricopre rilevanti cariche in ambito civile, amministrativo, culturale e sportivo presso istituzioni e associazioni a livello locale e nazionale.

#### Impegno civile e politico
Nel 1948 è tra i fondatori della Federazione Italiana Volontari della Libertà, FIVL, diventandone consigliere nazionale, già sotto la Presidenza del generale Raffaele Cadorna.
Facevano parte del primo Consiglio Direttivo Nazionale della FIVL Enrico Mattei, Eugenio Cefis, Mario Ferrari Aggradi, Giovanni Marcora, Paolo Emilio Taviani, Aurelio Ferrando "Scrivia", Aldo Sacchetti, Lelio Speranza, le Medaglie d'Oro al Valor militare Paola Del Din, Rino Pachetti, Enrico Martini "Mauri" ed altri esponenti della Resistenza.
Viene quindi eletto membro della Giunta Nazionale dell'organismo sotto la Presidenza dell'On. Ing. Enrico Mattei. Rieletto mantiene sempre l'incarico sotto la Presidenza del Senatore a vita Prof. Paolo Emilio Taviani, ed attualmente.
Ha fatto parte per otto anni della Delegazione FIVL nel Direttivo Nazionale del Movimento Europeo.
È presidente dell'Associazione Volontari della Libertà della Liguria aderente alla FIVL, ininterrottamente dal 1950.
Già dal primo dopoguerra è esponente di spicco della Democrazia Cristiana, ricoprendo per quindici anni la carica di Membro Effettivo del Collegio Nazionale dei Probiviri del partito.
Presidente del Comitato della provincia di Savona, comprendente tutti i partiti, le organizzazioni sindacali, le associazioni Partigiane, la Curia Vescovile, le amministrazioni Comunali e l'Amministrazione Provinciale, coordina l'azione di difesa durante gli attentati dinamitardi che sconvolgono con perdite di vite umane e feriti Savona e Provincia nel periodo aprile 1974 – marzo 1975.

#### Impegno sportivo
Nominato nel 1963, dalla Presidenza del Consiglio dei ministri, Commissario Interprovinciale in Liguria dell'Ente Nazionale Gioventù Italiana dà impulso al progresso delle attività sportive proprie dell'istituzione, creando una sede di strutture di base necessarie alla pratica delle varie discipline. Ricopre detto incarico fino al 1976.
Dal 1977, è Presidente del Comitato olimpico nazionale italiano di Savona, riconfermato ogni quadriennio olimpico fino ad oggi. Nel mondo sportivo savonese e ligure, ha dato notevole impulso alle tante Associazioni dilettantistiche e Società sportive in ben 48 discipline, riportando notevoli risultati federali a tutti i livelli: regionali, nazionali, internazionali ed olimpici. Promuove e pianifica con le Amministrazioni comunali la realizzazione di una lunga serie di impianti sportivi polivalenti, progetti che sono stati finanziati all'epoca con mutui e contributi stimati per circa 150 miliardi di Lire, portando la Provincia di Savona ai primi posti della graduatoria nazionale per l'impiantistica sportiva.

#### Riconoscimenti civili e sportivi
Vari pertanto sono gli encomi, i riconoscimenti e le benemerenze, che gli vengono attribuiti nel corso degli anni a fronte dei suoi multiformi impegni, solo tra i più significativi si citano:
- Stella d'Oro del CONI.
- Su proposta della Presidenza del Consiglio dei ministri, in data 2 giugno 1975 la nomina a “Grande Ufficiale dell'Ordine al merito della Repubblica Italiana”, e in data 2 giugno 2003, a “Cavaliere di Gran Croce dell'Ordine al merito della Repubblica Italiana”[11].
- 2002, la Cittadinanza onoraria del Comune di Osiglia (SV), per l'uomo che, da sportivo, ha dato un contributo tangibile per portare avanti le iniziative del Comune della Val Bormida[12].
- la Medaglia d'argento di Benemerenza dell'Unione Italiana Tiro a Segno e di altri importanti riconoscimenti per meriti sportivi.
- Presidente ad honorem del Comitato olimpico nazionale italiano sezione di Savona

È membro benemerito dell'Associazione Nazionale Atleti Azzurri d'Italia, dell'Unione Nazionale Veterani Sportivi e della Sezione Italiana dell'International Police Association (IPA).

### Gli ultimi anni

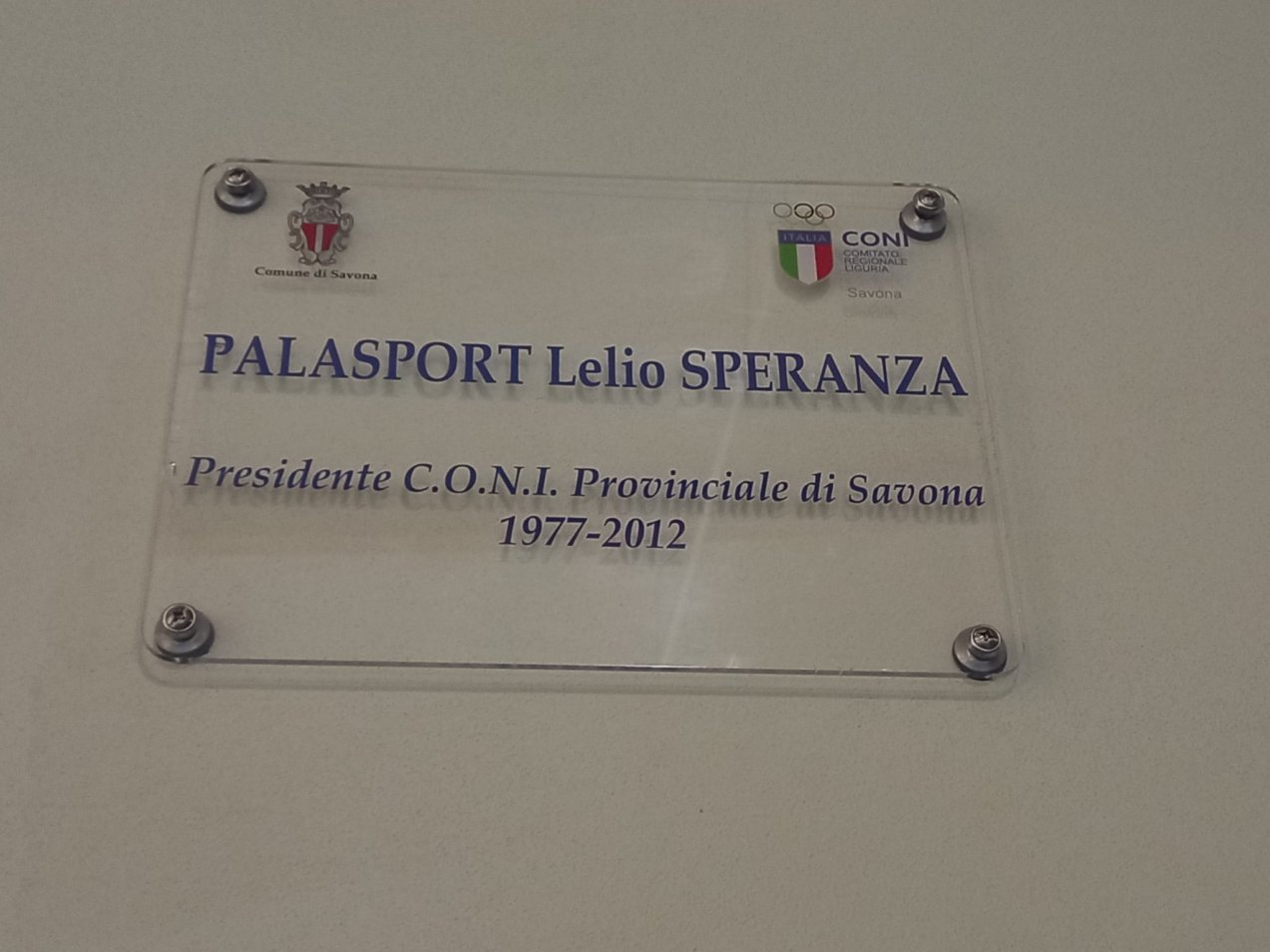
Targa commemorativa del Palasport Lelio Speranza

Lasciato il lavoro negli anni ottanta, continua fino ai giorni nostri a prodigarsi a tempo pieno in tutti gli impegni a cui si dedica sin da giovane.
“In sce-o fâ da séia” è il titolo di una raccolta di poesie che l'Associazione Volontari Libertà Liguria (FIVL), pubblica, all'inizio degli anni ottanta, con una presentazione di Lelio Speranza, ed una prefazione di Domenico Astengo.
Ha partecipato alla costituzione dell'Istituto Storico della Resistenza di Savona l'11 dicembre 1989, diventandone in seguito Presidente.
Nel 1997 cura la prefazione del libro "Panoramica" di Silvio Ravera.
Le cronache politiche in occasione delle varie tornate elettorali hanno spesso avanzato ipotesi di sue candidature senza che però tali supposizioni mai si concretizzassero.
I principali incarichi che attualmente riveste sono i seguenti:
- Presidente del Comitato Provinciale CONI di Savona
- Membro Consulta Nazionale dell'Organizzazione Territoriale del CONI
- Membro del Consiglio Nazionale del Coni[16]
- Presidente della FIVL (Federazione Italiana Volontari della Libertà) della Liguria e Vice Presidente nazionale del medesimo organismo[17]
- Membro della Giunta Esecutiva Nazionale della FIVL
- Già Presidente nel 1998 ed ora consigliere dell'Istituto Storico della Resistenza e dell'Età Contemporanea (ISREC) della Provincia di Savona, sta sviluppando una lunga serie di iniziative storico scientifiche di grande rilevanza, conferenze e dibattiti sulla storiografia della Resistenza, legislazione antiebraica, sulle teorie negazionisti che dei campi di sterminio[18].
- dal 29/03/2004 Coordinatore della Conferenza permanente dei Presidenti delle Associazioni d’arma della Provincia di Savona[19].

In campo sportivo riceve ulteriori riconoscimenti:
- Discobolo d'Oro al merito del Centro Sportivo Italiano (2001)
- Premio Internazionale “Fausto Coppi & Costante Girardengo”, Serravalle Scrivia 2002[12]

Tra i fatti salienti più recenti che lo vedono protagonista:
- 23 dicembre 2003, Lelio Speranza riceve dalle mani del ministro Claudio Scajola il titolo di Cavaliere di Gran Croce, la massima onorificenza al merito della Repubblica Italiana.[20]
- riceve da Antonio Rossello, presidente della sezione savonese dell'Associazione nazionale carabinieri, l'attestato di socio benemerito durante il raduno interprovinciale tenutosi il 27 novembre 2005 ad Albisola[21]
- Nel 2009 è insignito del VI “Premio Aiolfi”[22]
- 28 novembre 2009, la società Canottieri Sabazia ha nominato il presidente del Coni Provinciale Lelio Speranza, socio onorario con la seguente motivazione: "per l'affetto e la passione dimostrata da sempre nei confronti della Canottieri Sabazia e dello sport della Canoa"[23]
- giovedì 3 dicembre 2009, nella sala Rossa del Comune di Savona, durante il convegno organizzato dal Comitato Provinciale della Federazione Italiana Pallapugno, sul tema: “Savona e la tradizione della pallapugno”, vengono premiati alcuni personaggi di spicco del mondo della pallapugno. Tanti i premi assegnati: quello di spicco, il Premio senatore Giancarlo Ruffino, giunto alla sedicesima edizione, va al presidente del Coni, Lelio Speranza[24]
- 08/12/2010 In occasione della tradizionale Festa degli Auguri del Panathlon Club Genova premiati due ospiti di assoluto valore e prestigio: Stefania Belmondo, campionessa olimpica, e Lelio Speranza con motivazione: "Premio Panathlon per la Promozione Sportiva - Personaggio carismatico. Ha potenziato l'attività promozionale nei giovani coniugando, con profonda saggezza ed equilibrio, i valori dello Sport con i grandi valori della vita, riconoscendo e diffondendo lo Sport come strumento di crescita, di educazione personale e comunitaria e come veicolo di pace. Cardine e garanzia assoluta di tutela dello Sport sul Territorio."[25]
- Nel dicembre 2012, Lelio Speranza è tra i fondatori e primo presidente onorario del Centro Savona Libera, oggigiorno divenuto Centro XXV Aprile , operante a livello nazionale, dal 2020 in Patto di Alleanza e Mutuo Riconoscimento con l'Associazione Italiana Combattenti Interalleati.
- il 7 febbraio 2014 nella Sala Consiliare del Comune di Savona, nel corso del convegno “Pallapugno a Savona: ieri, oggi e domani”, riceve il premio Nazionale "Amico dello Sport"[26].
- il 31 ottobre 2014 ad Alassio, viene inaugurata, a 70 anni dalla sua fucilazione, una piastrella commemorativa del Capitano Franco Balbis, su iniziativa dell'unione “ex allievi” Don Bosco Alassio e del professore Pier Franco Quaglieni, giornalista, docente e saggista di storia contemporanea, direttore del Centro “Pannunzio”. Lelio Speranza coordina l'evento .
- Savona - Lelio Speranza commemora due eroi alpini partigiani. Oltre duemila persone in ricordo di Ignazio Vian (Medaglia d'oro al valore militare) e Teresio Olivelli (Il Beato della Penna Nera) .
- Novembre 2014, a Vesime (AT) la storia relativa alla realizzazione dell'omonima pista di atterraggio in una zona controllata dai Partigiani, durante la guerra partigiana, diventa un progetto museale. Alla sua realizzazione assicurano il sostegno finanziario o sia il Consiglio Regionale del Piemonte che l'Istituto storico della Resistenza di Asti. Lelio Speranza e la FIVL sono stati partecipi e promotori di tutte le fasi del progetto .
- Novembre 2015 Lelio Speranza riceve il Generale di Divisione degli Alpini Marcello Bellacicco[27].
- Ottobre 2016 Eventi importanti a Savona in occasione del suo 90º compleanno
- Scompare il 4 gennaio 2017 a Savona
- Nel giugno 2017, presso la sede provinciale del Coni Point di Savona, viene intitolata una sala riunioni a Lelio Speranza
- Nel febbraio 2018, su iniziativa del neopresidente Pier Franco Quaglieni e di un comitato esecutivo nasce l’Associazione culturale «Lelio Speranza», che intende operare nel Ponente ligure e in particolare tra Loano e Andora ;
- Nel giugno 2022 viene intitolato il PalaTrincee a Lelio Speranza .

## Pubblicazioni

### Collaborazioni
Lelio Speranza ha collaborato alle seguenti pubblicazioni:
- In sce-o fâ da séia - raccolta di poesie - Associazione Volontari Libertà Liguria (FIVL)- 1980- presentazione di Lelio Speranza - pre-fazione di Domenico Astengo[9]
- L'8 settembre 1943 - atti della giornata di studio Savona, 2 ottobre 2003 -Istituto Storico della Resistenza e dell'Età Contemporanea della provincia di Savona - Intervento[7]
- Panoramica - Autore: Silvio Ravera - Prefazione: Lelio Speranza - Editore: L'Autore Libri Firenze - Data di pubblicazione: 1997 - Collana: Biblioteca 80 - ISBN 88-7254-955-8 ISBN 978-88-7254-955-1[28][29]
- Intervento in Antologia Alpini e Carabinieri al servizio dell'Italia edita nel 2002 dalle Edizioni Punto e Linea di Savona
- manoscritto: "Il senso della vita e della morte", aprile 2014[30]
- "La Fiamma che arde nel cuore" - Autore: Antonio Rossello, volume divulgativo dal titolo: , Editore: FIVL Savona – Coop Tipograf, autunno 2014[31]

### Citazioni
Lelio speranza risulta citato sulle seguenti pubblicazioni:
- 8 settembre 1943: atti della giornata di studio, La Spezia, 19 novembre 1993 - Pagina 150 Liguria (Italy). Consiglio regionale, Istituto storico della Resistenza in Liguria - 1994[32]
- La liberazione in Liguria - Augusto Miroglio - 1970 - Pagina 54[33]
- La Donna nella Resistenza in Liguria - Pagina 50 Giuseppe Benelli, Liguria (Italy). Consiglio regionale - 1979[34]
- Politica a memoria d'uomo - Pagina 55 Paolo Emilio Taviani - 2002[35]
- La Resistenza in Liguria: cronache militari e documenti, Volume 1 - Pagina 894 Giorgio Gimelli - 2005[36]
- Ombre e colori, Antonio Rossello, Divinafollia Edizioni, 2013, ISBN 978-88-98486-05-2.
- La Fiamma che arde nel cuore, Antonio Rossello, Coop Tipograf, 2014
- El arco iris, Antonio Rossello, Lettere Animate, 2016, ISBN 978-88-6882-787-8 (libro); 978-88-68828-70-7 (Ebook)